# جون ميتشيل (لاعب كريكت)
جون ميتشيل (1 ديسمبر 1947 بأوكلاند في نيوزيلندا - ) (بالإنجليزية: John Mitchell)‏ هو لاعب كريكت نيوزلندي. لعب مع Northern Districts men's cricket team ‏ وفريق أوتاغو للكريكت ‏.

## وصلات خارجية
- جون ميتشيل على موقع إي آس بي آن كريك إنفو (الإنجليزية)